# The Sims 4: Загородная жизнь
The Sims 4: Загородная жизнь (англ. The Sims 4 Cottage Living) – 11-е дополнение к компьютерной игре The Sims 4, выход которого состоялся 22 июля 2021 года. Оно значительно расширяет механику садоводства и вводит домашний скот — коров, кур и лам, позволяя заниматься фермерством и выживать на собственно добытых и выращенных ресурсах. Помимо прочего, дополнение вводит городок, вдохновлённый британской сельской местностью.
Разработка дополнения была прямым следствием того, что игровое сообщество The Sims 4 выражало желание расширить игровой процесс, связанный с сельской жизнью и фермерством. Создатели хотели тщательно проработать ИИ представленных животных, чтобы сделать их практически такими же полноценными, как и кошек с собаками из дополнения от 2017 года. Хэнфорд-он-Бэгли было решено связать с тематикой английского села, так как значительная часть игроков The Sims 4 родом из Великобритании.
Дополнение было положительно воспринято фанатами серии и стало одним из самых популярных. Игровые критики похвалили «Загородную жизнь» за проработанную механику фермерства и то, как дополнение переосмысляет и расширяет базовый игровой процесс The Sims 4.

## Игровой процесс
Дополнение «Сельская жизнь» вводит возможность заниматься земледелием и животноводством и в целом вести самостоятельный образ жизни «за счёт земли». Механика садоводства представлена и в базовой версии The Sims 4, но дополнение значительно расширяет её, позволяя управляемой семье жить за счёт своей земли. Симы могут выращивать овощи, покупать свежие продукты на рынке или же искать ингредиенты в лесу. Дополнение позволяет разводить кур, коров и лам. 

Дополнение вводит домашний скот и возможность заниматься фермерством

Со скотом можно развивать дружеские или враждебные отношения, как с домашними питомцами, c ними можно общаться, играть, чистить, кормить и прочее. Тем не менее животные из «Загородной жизни» в отличие от кошек и собак не отображаются в управляемой семье, тем не менее они отображаются в меню отношений симов. Чтобы получить скот, нужно установить на участке своего персонажа сараи и курятники и затем купить животных. От них можно получать животные продукты — молоко, шерсть и яйца — в больших или меньших количествах в зависимости от того, какие отношения у сима с этими животными и хорошо ли он за ними ухаживает. Взаимодействие со скотом меняет и вид добываемых продуктов. Например если давать им определённые сладости, это изменит вкус молока, цвет шерсти или облик цыплят. Молоко с яйцами можно использовать для готовки, а шерсть ламы можно использовать, как нитки для вышивки крестом. Механика садоводства расширена и позволяет выращивать бахчевые культуры — арбузы, баклажаны и тыквы, а также грибы и салат. Если правильно ухаживать за растениями, они дадут плоды огромного размера и которыми можно будет похвастаться на местной ярмарке.
Основное действие происходит в городке Хэнфорд-он-Бэгли, вдохновлённом английской деревней. В центре городка располагаются несколько пабов и продуктовых ларьков, где можно послушать местные истории и сплетни. Одна из её жительниц — госпожа «Пьяная-Помятая», сварливая пожилая дама, норовящая ударить сумочкой сима за «неподобающее» поведение. Данная NPC появлялась в играх The Sims и The Sims 2. Игровой персонаж может выполнять поручения местных жителей, получая особые предметы.
Дополнение вводит режим, при котором еду можно готовить только из имеющихся у сима ингредиентов. Ингредиенты можно добывать из собственного участка, леса или через заказ в местном продуктовом магазине. Готовкой могут заниматься одновременно несколько симов, среди новых рецептов есть например йоркширский пудинг, говяжий веллингтон и другие.
| Основной список расширений  | Описание                                                                                    |
| --------------------------- | ------------------------------------------------------------------------------------------- |
| Главная тема дополнения     | Сельское хозяйство, животноводство                                                          |
| Новый игровой мир           | Хэнфорд-он-Бэгли                                                                            |
| Стиль нового игрового мира  | Английская деревня                                                                          |
| Расширение геймплея         | Возможность заниматься животноводством, взаимодействия с коровами, курами, ламами и зайцами |
| Новые навыки                | Вышивание крестиком                                                                         |
| Новые интерактивные объекты | Хлев, грядки, курятник, птичье полено, пяльцы для вышивки, корзина для пикника              |
| Фантастические элементы     | «Злая курица», способная спугнуть смерть и оккультных персонажей                            |
| Стиль мебели                | Традиционный дачный стиль                                                                   |
| Предметы коллекционирования | Ленты с сельской ярмарки                                                                    |
| Новый вид смерти            | Смерть от нападения курицы или кролика                                                      |

## Разработка
Разработка дополнения велась исходя из идеи расширить механику деревенской жизни и того, что игровой персонаж может жить автономно, пользуясь дикими природными или выращенными ресурсами на своём дворе. Выбор данной темы был прямым следствием того, что многие фанаты The Sims 4 выражали желание тому, чтобы разработчики выпустили дополнение, связанное с фермой. Ещё в 2020 году разработчики подтверждали, что «знают, что фанаты этого очень хотят». При этом разработчики уже раннее The Sims 4 расширяли механику садоводства, а раннее выпущенное дополнение «Экологичная жизнь» в некоторой степени предлагало базовую механику наподобие фермы, хотя это не было её центральной темой. Раннее Maxis никогда не выпускала дополнение, посвящённое ферме, повышение спроса на тему фермы в том числе и было вызвано высоким интересом у поколения Z к деревенской, коттеджной тематике. Впервые геймплей с фермой был представлен в The Sims 3, но в виде небольшого скачиваемого DLC, а не полноценного дополнения, животные в нем скорее выступали объектами для ограниченного взаимодействия.

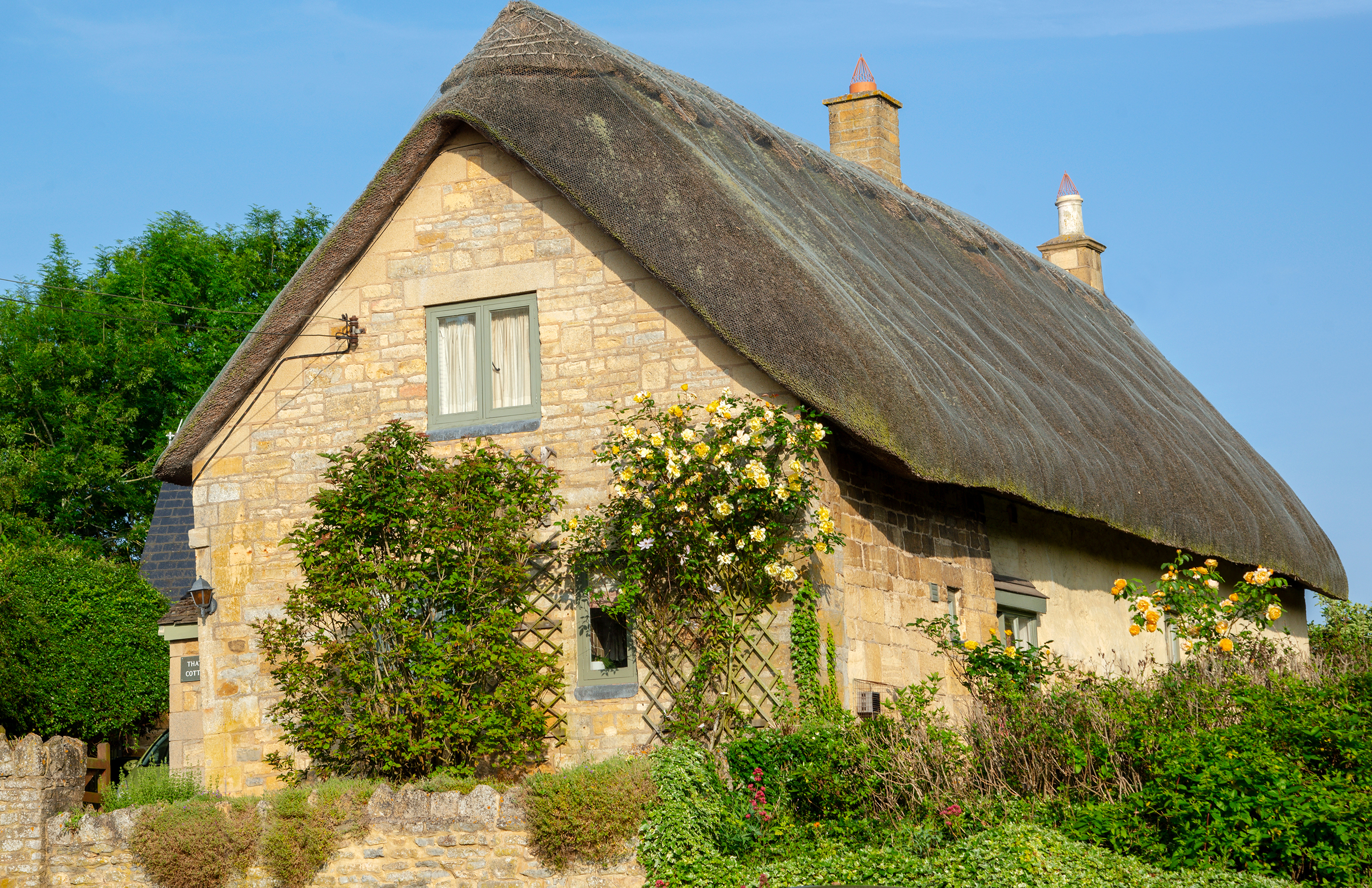
Архитектурные элементы, добавленные с дополнением выдержанны в стиле традиционного британского сельского дома

С животными, добавленными с «Сельской Жизнью» можно развивать отношения, но они не являются членами семьи. Работая над курами, ламами и коровами, разработчики хотели тщательно прописать взаимодействия с ними, чтобы они были такими же полноценными животными, как и кошки с собаками, тем не менее основной акцент делался на фермерстве и возможности добывать с этих животных ресурсы, а не том, что эти животные являются членами семьи. Поэтому например домашний скот не занимает ячейки в меню семьи, ограниченной восемью членами. Хотя скот предназначен для добычи животных продуктов, разработчики по прежнему считали крайне важным ухаживать за ними и развивать с ними отношения, поэтому от качественного ухода и общения прямо зависит и качество животных продуктов, или же шанс получить ту или иную награду. Комментируя диких лис, разработчики заметили, что прописали для них уникальные движения и поведение, поэтому они не являются лишь видоизменёнными собаками, как в дополнение «Кошки и Собаки» и их нельзя добавить в семью. Как и новорожденные симы, ламы, коровы и куры «привязаны» к месту своего жительства — сараям и курятникам, тем не менее они могут гулять за пределами участка. Игрок может выбирать цвет животного при его покупке, в том числе и экзотический. 
Отвечая на недовольства некоторых игроков по поводу отсутствия лошадей, продюсер Антонио Ромео признался, что у команды не хватило ресурсов чтобы предоставить качественный и глубокий игровой процесс, связанный с этими животными. Помимо прочего, они не играют центральную роль в тематике сельского хозяйства. По этой причине разработчики решили сосредоточиться на уже имеющихся животных. При этом разработчики заметили, что всегда прислушиваются к мнению игроков и позаботятся о том, чтобы добавить нужный контент в будущих дополнениях.
Помимо тематики фермы, разработчики проработали инструмент создания водоёмов. Также, отвечая на запросы фанатов, создатели решили добавить в дополнение большую коллекцию мужской одежды. Разработчики советовали играть в «Сельскую жизнь» вместе с «Экологичной Жизнью» ввиду схожести их игровых процессов, завязанных на выживании за счёт добычи и переработки ресурсов.  

### Игровой мир
Прообразом для городка Хенфорд-он-Бэгли выступили холмистые местности и традиционные посёлки в Великобритании. Антонио Ромео, ведущий продюсер игры также заметил, что значительная часть игроков The Sims 4 проживает в Великобритании, в том числе от туда родом многие sims-стримеры. На этом фоне наоборот, большинство представленных в The Sims городков вдохновлены городами и посёлками США. Разработчики также сотрудничали с сим-блоггерами, создавшими базовые участки для городка. 
Создание игрового мира к дополнению The Sims неразрывно связано с тематикой самого дополнения и предлагаемым игровым процессом. Поэтому создание мира ведётся дизайнерами и художниками параллельно с работой над игровым процессом. Разработчики рассматривали самые разнообразные темы, но уже в начале сделали выбор в пользу сельской Англии, так как эта тема была популярной и запрашиваемой у игроков. В том числе с точки зрения создателей, сельская Англия — это идеальный образ для фермерской тематики. Не менее важная часть оформления городка — это прописывание местного культурного кода, выражающегося в незначительных, но многочисленных деталях, например приготовления джема на кухне на плите, или выполнение просьб соседей, чтобы создать ощущение погружения в мир. Разработчики заметили, что при создании азиатского городка Комореби из «Снежных Просторов» аналогично тщательно прописывали местный культурный код. Хенфорд-он-Бэгли отличается крайней детализированностью, но при этом разработчики должны были учитывать и аппаратные ограничения, чтобы красивый мир не вызывал проседания в частоте кадров у игроков со слабыми компьютерами.

## Анонс и выход
Слухи по поводу выпуска возможного дополнения о ферме начались ещё в 2019 году, когда разработчики включили в The Sims 4
строки когда, упоминающие лошадей. Тематика, связанная с фермой и сельским хозяйством была одной из самых запрашиваемых среди фанатов за последние несколько лет до выпуска дополнения. Создатели пользовательского контента в том числе уже выпускали неофициальные расширения, связанные с сельской жизнью. Дополнение сравнивали в том числе с масштабным модом по фермерству, добавляющем множество домашнего скота, в том числе и лошадей. Вместе с дополнением, разработчики выпустили бесплатное обновление, добавляющее в игру пруды.
В 2020 была слита информация о разработке дополнения, связанная с фермерской жизнью. Эти данные были подтверждены ещё весной 2021 года. За день до анонса, EA Games опубликовала видео с реакцией популярных сим-блоггеров на трейлер дополнения. Запланированная дата выхода — 2 июля 2021 года для персональных компьютеров, PlayStation 4 и Xbox One. Игрокам, купившем дополнение до 2 сентября 2021 года были обещаны бонусные предметы.
Дополнение «Сельская Жизнь» заняло 13 место среди самых продаваемых ПК-игр в США и в целом стало очень успешным, реабилитировав позицию разработчиков в глазах фанатского сообщества, особенно на фоне выпуска скандальных дополнений (Экологчная Жизнь, «Звёздные Войны») и массовых споров по поводу недостатка расового разнообразия в мире The Sims 4. Реакция на выход «Сельской Жизни» была крайне положительной в социальных сетях в том числе и потому, что разработчики добавили знаменитую из старых игр серии The Sims NPC — злую старушку госпожу Пьяную-Помятую (англ. Mrs. Crumplebottom), получившую в четвёртой части имя Агнес Толстопятко. Вскоре после выхода, темы, связанные с дополнением стали трендовыми на площадках Instagram и Pinterest. Элиза Фавис с сайта Fanbyte заметила, что дополнение стало особенно популярным у квир-игроков, отражая модный тренд на совмещение квир-тематики с коттеджной, природно-сказочной эстетикой, завязанной на идее эскапизма и побега от социума. Тем не менее основное недовольство фанатов было связано с отсутствием лошадей, явно подходящих для дополнений этой тематики. Лошади — это одна из самых запрашиваемых тем для The Sims 4.

## Музыка

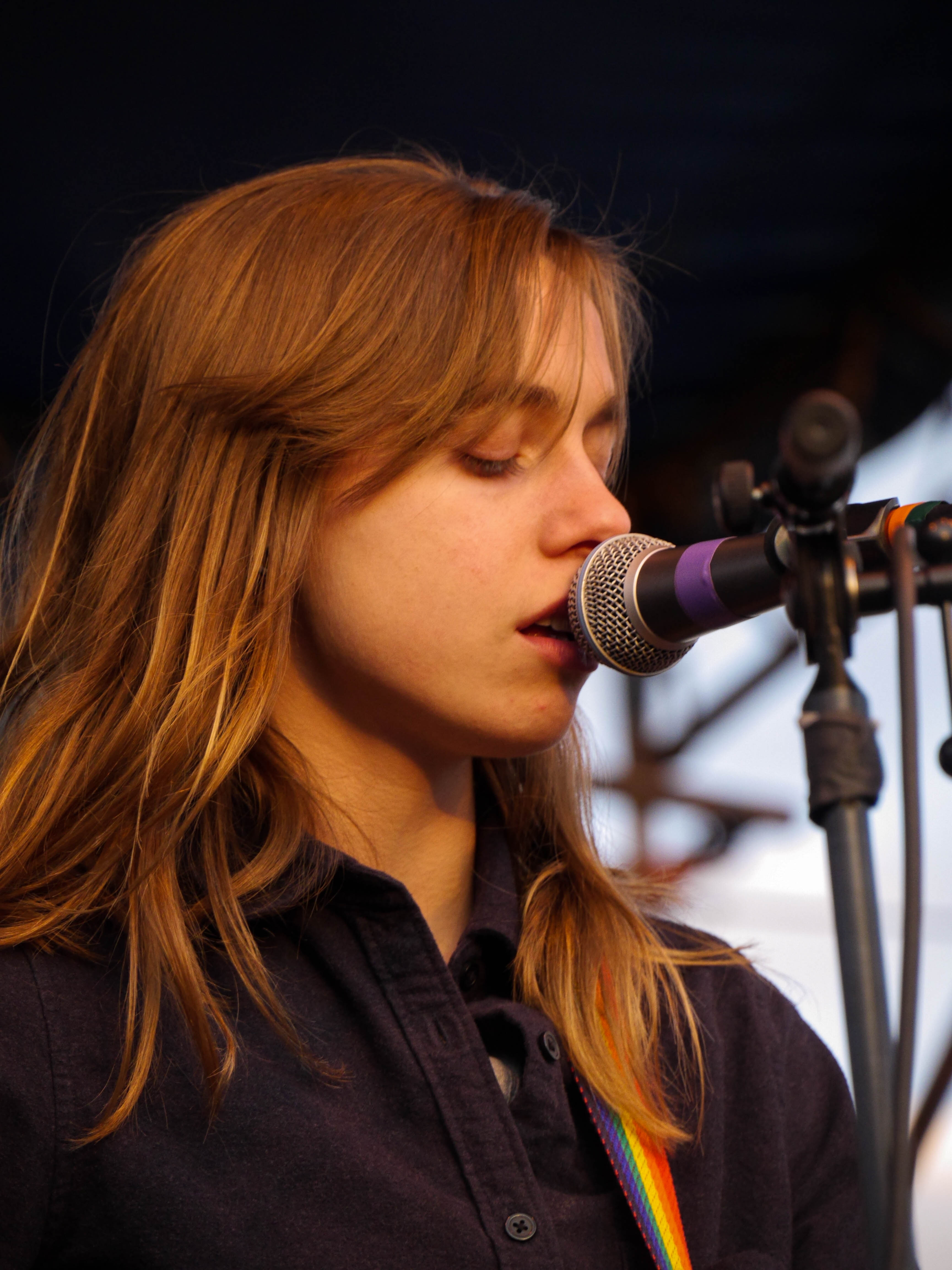
Жюльен Бейкер, одна из певиц, исполнившая на симлише свой сингл для дополнения

Для дополнения на симплише перезаписала свой сингл «Be Sweet» инди-группа Japanese Breakfast. Её музыка использовалась для трейлера к дополнению. Мишель Заунер, сформировавшая группу утверждала, что сама в детстве играла в The Sims и была фанаткой серии. Также в игру например была добавлена музыка американских рок-певиц Жюльен Бейкер — Little Oblivions и Люси Дакус — Hot & Heavy, также переписанная на симлише.
| №   | Название                       | Автор(ы)           | жанр/звучит в? | Длительность |
| --- | ------------------------------ | ------------------ | -------------- | ------------ |
| 1.  | «Last Day on Earth»            | Beabadobee         | коттедж        | 3:43         |
| 2.  | «In A Bind (Batry Powr remix)» | Vagabon            | коттедж        | 3:42         |
| 3.  | «Be Sweet»                     | Japanese Breakfast | коттедж        | 3:15         |
| 4.  | «Faith Healer»                 | Жюльен Бейкер      | коттедж        | 2:52         |
| 5.  | «Newbury Park»                 | Лекси Джейд        | коттедж        | 2:55         |
| 6.  | «Café Deluxe»                  | Osei The Seventh   | коттедж        | 3:02         |
| 7.  | «Hot & Heavy»                  | Люси Дакус         | коттедж        | 4:46         |
| 8.  | «Apricots»                     | May-a              | коттедж        | 3:22         |
| 9.  | «Remember That Night?»         | Сара Кэйс          | коттедж        | 3:48         |
| 10. | «Zooboe Gryyboe»               | Chloe Kat          | коттедж        | 4:13         |
| 11. | «Forever To Hold»              | Кари Киммел        | коттедж        | 3:27         |

## Восприятие
| Сводный рейтинг    | Сводный рейтинг |
| Агрегатор          | Оценка          |
| ------------------ | --------------- |
| Metacritic         | 81/100          |
| Иноязычные издания |                 |
| Издание            | Оценка          |
| Gaming Trend       | 100/100         |
| Screen Rant        | [ 32 ]          |
| CD-Action          | 90 %            |
| IGN Portugal       | 8,0             |
| Gamestar           | 79 %            |
| Dexerto            | 7,5/10          |
| Digital Spy        | [ 36 ]          |

Реакция фанатов на анонс была крайне положительной: сельское хозяйство было одной из самых запрашиваемых тем для The Sims 4 в последние несколько лет. Известно, что видеоблоггер DrGluon вместе с дополнением попытался воссоздать в The Sims 4 игровой процесс Stardew Valley. Редакция Screenrant выразила восхищение тем, что впервые в игру серии The Sims была добавлена лама, учитывая, что это животное выступало внутриигровым талисманом в играх франшизы. Журналист TechRaptor назвал «Сельскую Жизнь» подтверждением того, что команда разработчиков способна выполнять желания игрового сообщества. Тем не менее на фоне положительной реакции всё чаще звучало недовольство по поводу поддержки морально устаревшей The Sims 4 вот уже почти 8 лет и отсутствия выхода сиквела. 
Оценка со стороны игровых критиков в целом была положительной. «Сельская жизнь» относится к тому типу расширений, которое дополняет и переосмысляет базовый геймплей The Sims 4, как например это делают «университет», «питомцы», «времена года» и семейный геймплей, опробовав которые, базовая игра по мнению Лизы Марри Сегарры с сайта Kotaku уже не ощущается полноценной. Рецензенты похвалили дополнение и за её оригинальную тематику с учётом того, сколько раннее уже вышло DLC к The Sims 4 и кажется, что разработчикам всё сложнее предложить игрокам оригинальные идеи. Холли Грин с сайта Pastemagazine упоминала, что в прошлом не раз критиковала The Sims 4 за недостаток игрового материала в сравнение с The Sims 3, однако готова постепенно брать свои слова обратно на фоне выхода дополнений за последние несколько лет, особенно «Сельской Жизни». На этот момент The Sims 4 уже сумела приблизиться к тому разнообразию игрового материала, что предоставляла The Sims 3.
Критики хвалили игровой процесс в дополнении и то, как он переосмысляет базовый геймплей в The Sims 4, в частности позволяя симам полностью жить за счёт домашнего хозяйства и растительных ресурсов, избавляя их от «волшебного холодильника». Например Билл Лавой с SchakNews заметил, что «Сельская Жизнь» стала первым дополнением за долгое время без ощущения оторванности от общей игры. Критик заметил, что относится к тому типу игроков, которые любят ставить перед собой сложные задачи, например разбогатеть без чит-кодов, и «Сельская Жизнь» в этом плане идеальна, предлагая «выживать за счёт земли и двора», посвящая себя полностью фермерству. При этом данная задача далеко не лёгкая и требует от сима вкладывать всё своё свободное время. Аналогично Кейт Стюарт с сайта The Guardian оценила то, как дополнение позволяет забыть о том, что The Sims 4 — это пародия на ситком из 1970-х, позволяя в полной мере погружаться в симулятор деревенской жизни и иную социокультуру, начиная с ярмарок, заканчивая ощущением замкнутого сообщества, где житель запросто готов обратиться за помощью или поручить сделать или доставить что-то. Критик оговорился, что Сельская Жизнь — это по прежнему отражение идиллии, а не реальный симулятор фермы и подойдёт для тех, кто ищет эскапизма и отвлечение от реальных проблем, особенно на фоне массовой пандемии, вынуждающей людей сидеть по домам и отменять свои поездки. Холли с PateMagazine с сарказмом оценила то, что The Sims 4 отныне позволяет играть за диснеевскую принцессу, позволяя общаться и отдавать приказы мелким животным. Тем не менее рецензентка заметила, что без других дополнений, например «Времён Года», дополнение «Сельская Жизнь» может ощущаться неполноценным — частью картонного набора из многочисленных дополнений. Несмотря на то, что «Сельская жизнь» переосмысляет игровой процесс The Sims 4, она по прежнему остаётся гибкой, позволяя игроку как как полностью поглотить своих симов работой в ферме, так и ограничиться некоторыми действиями, например уходом за одним животным. 
Критики похвалили представленный городок Хэнфорд-он-Бэгли. Представитель PCgamesn заметил, что добавленный городок оказался почти абсолютной копией английского городка Брадфорд-он-Эйвон в 30 минутах езды от офиса редакции сайта и ему приятно видеть в игре родные мотивы. Рецензент похвалил дополнение за проработанные анимации и продвинутый ИИ животных, позволяя эмоционально привязываться к ним. Редактор Kotaku заметил, что несомненно есть игроки, которым никак не интересна тема фермы, но дополнение стоит как минимум приобрести из-за красивого городка и впечатляющей коллекции предметов с одеждой деревенской тематики.